# Ancylus fluviatilis
L'ancilo (Ancylus fluviatilis O.F. Müller, 1774) è un mollusco gasteropode con conchiglia, appartenente alla famiglia Planorbidae.

## Descrizione
L'ancilo è un minuscolo mollusco d'acqua dolce, provvisto di una conchiglia a forma di cappuccetto appuntito e lunga tra i 5 e i 7 mm. La parte inferiore del corpo è costituita da un piede dall'ampia suola con cui aderisce saldamente alle pietre sommerse senza correre il rischio di essere trascinato dalle acque impetuose. Si nutre di alghe microscopiche e di altri organismi che incrostano le superfici delle rocce attraverso la radula. Sulle rocce si muove poco e molto lentamente.